# 中国人民解放軍海軍の演習
中国人民解放軍海軍が創設されて以来、参加、実施された主な演習の時系列一覧を記すとともに、演習の分類について説明する。

## 主な演習
- 1955年11月

総参謀部は遼東半島で対上陸作戦軍事演習を実施する。当演習に海軍は各種艦艇65隻、航空機63機、海岸砲部隊、高射砲部隊、探照灯部隊の兵員6,400名以上を参加させた。当演習は人民解放軍が初めて実施した陸海空軍統合演習であった。
- 1959年5月23日～24日

東海艦隊は各種艦艇147隻（青島基地を母港とする4隻の駆逐艦を含む。）、海軍航空機114機を参加させ、浙江省穿山半島において水陸両用上陸作戦を想定した陸海空軍統合演習を実施する。
- 1977年1月24日

潜水艦「252号」（ロメオ級潜水艦と推定されている。）が、遠洋航行訓練を実施し、第一列島線を越え、西太平洋に進出する。訓練日数は30日であった。
- 1980年11月8日

海軍航空兵第3師団第8連隊所属のH-6爆撃機2機が、南沙諸島（スプラトリー諸島）上空を訓練飛行する。
- 1983年上半期

南海艦隊の補給船「X950」（フーチン級補給艦と推定されている。）、貨物船「Y832」は、航海実習の為、南沙諸島（スプラトリー諸島)のジェームズ礁付近を航行する。航海日数は30日、航海距離6,721海里であった。
- 1985年12月

海軍指導機構は、大規模な机上演習を実施する。
- 1986年5月4日～27日

北海艦隊が聨合編隊(駆逐艦3隻、潜水艦2隻、爆撃機2機、ヘリコプター2機、補助艦2隻の艦艇戦闘グループ、海軍航空兵グループ、補助艦グループで構成される。)を編成し、遠海の西太平洋において、立体的な軍種内兵種連合作戦演習を実施する。
- 1987年5月16日～6月6日

海軍は艦艇編隊を編成し、南沙諸島(スプラトリー諸島)付近の海域を航行し、途中で海上補給、部分戦術訓練を実施する。
- 1987年8月28日

海軍は黄海の国際水域で海上レーザー・電子模擬戦術対抗実動演習を実施する。演習には、艦艇20隻以上、航空機20機以上が参加する。
- 1987年10月中旬～11月末

東海艦隊が聨合編隊(多兵種にわたる艦艇戦闘グループ、海軍航空兵グループ、補助艦グループで構成される。)を編成し、南シナ海、西太平洋において、約1か月半の長期にわたり近海および遠海にわたる軍種内兵種連合作戦演習を実施。参加艦艇の航海時間のべ3,740時間、航海距離のべ5.4万海里であった。
- 1991年6月上旬

北海艦隊が聨合編隊(多兵種にわたる艦艇戦闘グループ、海軍航空兵グループ、補助艦グループで構成される。)を編成し、近海および遠海において、約二十日間にわたり軍種内兵種連合作戦演習を実施。
- 1995年8月15日～25日

前月の台湾海峡国際水域上を目標とする第二砲兵部隊の短距離弾道ミサイル発射演習に連動し、台湾海峡国際水域上で海軍艦艇によるミサイル、火砲の実弾射撃演習を実施する。
- 1995年10月

海軍は、中国領海において、多兵種にわたる艦艇戦闘グループ、海軍航空兵グループ、補助艦グループで構成される艦隊を編成し実施。新型ミサイル駆逐艦とフリゲートからなる編隊、潜水艦編隊が参加。江沢民中軍委主席が視察した。
- 1995年11月下旬

南京戦区において陸海空三軍合同の統合作戦演習を実施する。
- 1996年3月12日～20日

同年3月8日～15日に実施された第二砲兵部隊による短距離弾道ミサイル発射演習に連動し、東シナ海、南シナ海で海軍、空軍の戦闘機、艦艇、ミサイル、電子戦装備を使用した海空軍合同実弾演習（統合演習）を実施する。
- 1996年3月18日～25日

南京戦区の陸海空三軍は、台湾海峡に面する本土側沿岸で上陸戦を想定した陸海空軍統合演習を実施する。
- 1999年9月上旬

南京、広州戦区の陸海空三軍は、第二砲兵部隊、民兵組織、予備役部隊と共に、浙江省沿岸、広東省沿岸において上陸演習（統合演習）を実施する。
- 2000年10月

最新の情報通信技術を駆使した約一万名が参加した三軍統合演習「科技練兵」を行う。
- 2001年6月

陸海空三軍、第二砲兵部隊の計約10万人が参加し、福建省東山県の沿岸で上陸演習（統合演習）「東海六号」を実施する。
- 2003年10月22日～

海軍艦艇と中国来訪中のパキスタン海軍艦は、長江河口付近の海域で合同海上捜索救助演習「海豚0310、0311」を実施。
- 2004年3月16日

フランス海軍の駆逐艦「ラトゥーシュ＝トレヴィル」、通報艦「コマンダン・ビロ」は中国青島に来訪し、北海艦隊所属艦艇と合同海上捜索救助演習を実施。
- 2004年6月17日

イギリス海軍の駆逐艦「エクセター」、補給艦「グレイ・ローバー」は中国青島に来訪し、20日に北海艦隊の駆逐艦「哈爾浜」、補給艦「洪澤湖」と海上聨合演習を実施。通信訓練、海上捜索救助演習を行った。
- 2004年9月2日

広東省汕尾地区で海軍陸戦隊の水陸両用上陸作戦演習「蛟龍2004」が実施される。当演習および広東省にある人民解放軍両棲作戦(水陸両用作戦)訓練基地を在中駐在武官に公開する。
- 2004年10月14日

オーストラリア海軍のフリゲート「アンザック」は青島に来訪し、北海艦隊の駆逐艦「哈爾浜」、補給艦「洪澤湖」と海上聨合演習を実施。艦載回転翼機を使用した海上捜索救助演習を行った。
- 2005年8月18日～25日

中国人民解放軍とロシア連邦軍は聨合軍事演習「和平使命2005」を実施。当軍事演習の中には、海軍に関連する演習として陸海空三軍を統合した海上封鎖、水陸両用上陸、強制隔離の各作戦を想定した演習が含まれていた。海上演習は山東半島東南の海域の黄海上で実施された。一万人弱が参加した。
- 2005年11月24日

駆逐艦「深圳」、補給艦「微山湖」はパキスタンを訪問。アラビア海北部で合同海上捜索救助演習「中巴友誼2005」を実施。
- 2005年12月16日

駆逐艦「深圳」、補給艦「微山湖」はタイを訪問。タイ湾南部で合同海上捜索救助演習「中泰友誼2005」を実施。
- 2006年8月21日～9月20日

駆逐艦「青島」、補給艦「洪澤湖」はアメリカ合衆国、カナダ、フィリピンを訪問。アメリカ海軍と合同海上捜索救助演習を実施。
- 2007年5月：中国海軍フリゲート「襄樊」、5月11日に海南省三亜を出港し、5月15日～20日までシンガポール周辺海域で開催された第2回西太平洋海軍シンポジウム多国間海上訓練に参加[2]。
- 2008年11月

中国海軍のルーヤンII級駆逐艦、ユージャオ級揚陸艦などからなる編隊が南沙諸島付近の海域において訓練を行った。
- 2009年5月

中国海軍のルーヤンII級駆逐艦、ユージャオ級揚陸艦などからなる編隊が南沙諸島付近の海域において訓練を行ったと伝えられている。
- 2010年3月

中国海軍の6隻の艦艇が3週間にわたって南シナ海まで展開する訓練を行ったと伝えられている。
- 2010年7月

中国海軍の水上艦艇や航空部隊など多兵種による大規模な合同実弾演習を実施したと伝えられている。
- 2011年6月

中国海軍が、南シナ海の海南島周辺海域において、国家海洋局所属の「海監」船などとの共同訓練を行ったと伝えられている。
- 2012年4月22日～27日

中露海軍合同軍事演習「海上聨合2012」が青島付近の黄海で実施され、ロシア海軍太平洋艦隊から艦艇7隻、中国北海艦隊などから潜水艦2隻を含む艦艇18隻が参加した。
- 2012年10月

中国海軍の東海艦隊の艦艇が「海監」船や「漁政」船と領土主権および海洋権益の維持・擁護に着目した共同演習を行ったと伝えられている。
- 2013年3月4日～8日

パキスタン主催の多国間演習「和平13」に中国海軍が参加しカラチ沖のアラビア海で実施される。
- 2013年7月5日～12日

中露海軍合同軍事演習「海上聨合2013」がウラジオストク沖のピョートル大帝湾で実施される。
- 2013年10月

中国海軍が三艦隊連合演習「機動5号」を西太平洋で実施する。これまで近海で実施されてきた三艦隊連合演習が、初めて遠海で実施された。
- 2014年4月23日～25日

中国海軍主催の多国間海上演習「海上協力」が青島沖で実施される。
- 2014年5月20日～26日

中露海軍合同軍事演習「海上聨合2014」が中国長江河口沖の東シナ海北部で実施される。
- 2014年9月：中国海軍と中国海警局の連携訓練や中国海軍と中国海巡の共同訓練が含まれる作戦支援訓練「海神2014」が行われる。
- 2014年12月：中国海軍が西太平洋で三艦隊連合演習を実施する。
- 2015年5月11日～21日

中露海軍合同軍事演習「海上聨合2015(I)」が地中海で実施される。
- 2015年8月20日～28日

中露海軍合同軍事演習「海上聨合2015(II)」がウラジオストク沖のピョートル大帝湾で実施される。本演習には上陸作戦演習が含まれていた。
- 2015年9月17日～22日

駆逐艦「蘭州」、フリゲート「岳陽」、病院船「岱山島」はマレーシアを訪問。マラッカ海峡で合同海上捜索救助演習「平和友誼2015」を実施。
- 2016年8月

中国海軍艦隊による「対抗演習」が日本海で実施される。
- 2016年9月12日～19日

中露海軍合同軍事演習「海上聨合2016」が湛江市沖の南シナ海で実施される。本演習には海軍陸戦隊も参加し上陸作戦演習が行われた。
- 2016年12月

中国海軍が渤海において、J-15艦上戦闘機の実弾使用を含む空母「遼寧」及び各種艦艇による実弾演習を実施する。同演習は空母が参加した初の総合的実動・実弾演習と伝えられている。
- 2017年1月

中国海軍の艦艇・航空機が日本海で軍種内兵種連合演習を実施したと伝えられている。
- 2017年7月22日～27日

中露海軍合同軍事演習「海上聨合2017(I)」がバルト海で実施される。

## 演習の分類
注)一度の演習が時間が経過するにつれて、演習の種類が変化したり、複合化する場合や、演習開始当初から複合して実施される場合もある。
参加する部隊の性質による
- 単艦種演習
- 多艦種演習
- 諸兵種連合演習（海軍内の海軍航空兵部隊、海軍陸戦隊部隊、海軍岸防砲兵部隊などが参加する演習）
- 軍種間統合演習（陸海軍統合演習、海空軍統合演習、陸海空軍統合演習、全軍種統合演習など）
- 武装力間連携演習（人民解放軍以外の武装組織である中国海警、中国海巡、海上民兵などが参加する演習）

活動する管轄域による
- 水警区内演習（水警区内の部隊のみが参加する演習）
- 戦区内演習（単艦隊の管轄水域内の演習）
- 戦区越境演習（艦隊の管轄水域を越える演習）
- 戦区連合演習（艦隊連合演習）

作戦行動する水域による
- 沿岸作戦演習（海岸砲兵、沿岸小艇、揚陸用舟艇などが参加し比較的陸に近い水域に限定された演習）
- 沿海作戦演習（大陸棚などの浅海域に限定された演習）
- 近海作戦演習（従来、第一列島線よりも内側の国際水域で完結する演習を指すと考えられてきたが、中国海軍の演習が地中海、バルト海など遠隔地の内海でも実施されるようになったため定義の再検討が必要かもしれない。）
- 遠海作戦演習（SLOC護衛、SLOC使用拒否が含まれる。）

参加部隊が属する国家の数による
- 単一国演習
- 二国間連合演習
- 多国間連合演習

想定している戦闘形態による
- 潜水艦発射ミサイル打撃戦演習
- 水上艦発射ミサイル打撃戦演習
- 空母艦載機航空打撃戦演習
- 陸上機航空打撃戦演習
- 対空戦闘演習
- 対潜戦闘演習
- 対水上戦闘演習
- 機雷戦演習
- 強襲両用作戦演習
- 護衛作戦演習
- 補助作戦演習（特殊戦、洋上監視・哨戒、情報戦、C4I、電子戦、兵站など、上記の各戦闘演習に付随して行われる。）